# 임천면
임천면(林川面)은 대한민국 충청남도 부여군의 면이다.

## 연혁
임천은 본래 백제의 가림군(加林郡)이었는데, 남북국 시대 757년(경덕왕 16) 경덕왕이 가림(嘉林)으로 고쳐 웅주(熊州)에 예속하였다.
고려시대에는 가림군(嘉林郡)으로 하였다가 후에 가림현(嘉林縣)이 되어 감무가 설치되었다. 995년(성종 14) 임주자사(林州刺史)를 두었다가, 다시 가림현(嘉林縣)이 되었고, 1315년(충숙왕 2) 지임주사(知林州事)로 승격하였다.
1394년(태조 3) 가림부(嘉林府)로 승격되었다. 1401년(태종 1) 환원되었다가 1403년 다시 부(府)로 되었다. 1413년 임천(林川)으로 고쳐서 군(郡)이 되었다. 1895년 홍주부(洪州府) 관내로 하였다. 1896년 충청남도 관내로 하였다.
1914년 부군폐합(府郡廢合) 때 부여·홍산(鴻山)과 함께 부여군(扶餘郡)에 통합되었다.

## 행정 구역
- 군사리(郡司里): 행정복지센터 소재지.
- 가신리(加神里)
- 구교리(舊校里)
- 두곡리(豆谷里)
- 만사리(萬社里)
- 발산리(鉢算里)
- 비정리(飛亭里)
- 옥곡리(玉谷里)
- 점리(店里)
- 칠산리(七山里)
- 탑산리(塔山里)

## 본관 성씨
세종실록지리지 충청도 공주목 임천군 조를 보면, 임천 토성으로 (趙·林·方·白·翟)이 있다고 했다.
- 임천 조씨(林川趙氏) 시조는 고려 때 사람 조천혁(趙天赫)이다. 조선시대에 시조의 10대손인 조지서(趙之瑞)가 있다. 3대가 모두 시문(詩文)으로 이름을 떨친 조원(趙瑗)·조희일(趙希逸)·조석형(趙錫馨)이 있다. 조원은 선조 때 정언(正言)으로 당쟁의 폐해를 상소하였으며, 승지에 이르렀는데, 《독서강의(讀書講疑)》 등의 저서가 있다. 조희일은 예조참판 등을 역임하였으며 서화에 뛰어나고 시문에 능해 《죽음집(竹陰集)》 등을 남겼다. 조석형은 인조 때 진사시에 1등으로 합격하였으나 학문에 전념하였으며, 당시(唐詩)에 정통하였다. 조성기(趙聖期)는 한문소설 《창선감의록(彰善感義錄)》을 남겼으며, 조경호(趙慶鎬)는 흥선대원군의 사위로 공조와 예조의 판서를 역임하였고, 일본이 준 남작(男爵)을 거절하였다. 1985년 인구는 2,511가구 10,448명이고, 2000년 인구는 3,476가구 11,040명이다.
- 임천 임씨(林川林氏) 시조의 사적(事蹟)을 비롯하여 본관의 유래 및 세계 등에 대해서 알 수 없다. 《평택임씨대동보(平澤林氏大同譜)》갑자보(甲子譜)에 참판(參判) 임성(林惺)의 아들 임사순(林士栒)이 성균진사(成均進士)를 지냈는데, 그 묘가 임천에 있었으나 실전(失傳)되었다고 함으로써 임천임씨(林川林氏)를 평택임씨 진사공파(進士公派)라고 전하기도 하지만, 정확한 자료가 없어 2000년 인구는 416가구 총 1,336명이 있다.
- 임천 방씨(林川方氏)
- 임천 백씨(林川白氏) 시조는 고려 때 사람 백간미(白簡美)의 다섯째 아들인 백경신(白景臣)이다. 선종 때 문하시중(門下侍中) 상장군(上將軍)을 겸하였다가 간신들이 국정을 전횡하자 임천에 내려와 세거하였다고 한다. 그의 아들 백진식(白眞植)이 의종 때 중서성(中書省) 상장군(上將軍)에 이르렀으며 임천부원군(林川府院君)에 봉해졌다고 한다. 백수정(白守貞)은 1216년(고종 3) 지어사대사(知御史臺事)로 있을 때 거란유종(契丹遺種, 大遼收國의 유민)의 침입을 맞아 편성된 고려군 삼군(三軍)의 조직에서 중군(中軍)의 지병마사(知兵馬事)로 출전하여, 대장군(大將軍)으로 승진하였고, 1217년(고종 4) 3월 태조탄(太祖灘)(평안북도 박천군에 있는 강)에서 전사하였다. 후손들이 임천을 본관으로 삼아 세계를 이었다고 한다. 2000년 인구는 151가구 473명이다.
- 임천 적씨(林川翟氏)